# Macrotrachela sonorensis
Macrotrachela sonorensis is een raderdiertjessoort uit de familie Philodinidae. De wetenschappelijke naam van deze soort is voor het eerst geldig gepubliceerd in 1995 door Örstan.